# Buick Roadmaster
O Roadmaster é um automóvel de porte grande da Buick. Foi considerado um marco em seu segmento entre as décadas de 1930 e 1950.

## História
Em 1954, o Buick Roadmaster e o Super compartilharam com o Cadillac e Oldsmobile 98 a nova General Motors C-body, adotando o novo "pontão "aparência, e a adição de "pára-choques Dagmar" para a frente. Estes eram carros grandes e espaçosos, com mais de cinco polegadas e meia de distância entre eixos e mais de nove polegadas (229 mm) mais compridos do que em 1953. Roteiro Roadmaster foi encontrado nos quartos traseiros e dentro do enfeite de convés. Pára-lamas traseiros tinham uma barbatana embotada na extremidade traseira, com duas lanternas traseiras "bala" abaixo. Um novo pára-brisa panorâmico com pilares laterais verticais foi usado.
Assentos tinham faixas de cromo em modelos de 2 portas e bancos traseiros tinham um apoio de braço em modelos de 4 portas. A suspensão dianteira foi refinada e a potência do Roadmaster foi aumentada para 200. O cupê pillared e o Wagon Estate não eram mais oferecidos como estilos de carroceria. As vendas totais caíram para 50.571 (que é 11,37% da produção do ano modelo).

## Galeria
Gerações ao longo dos anos

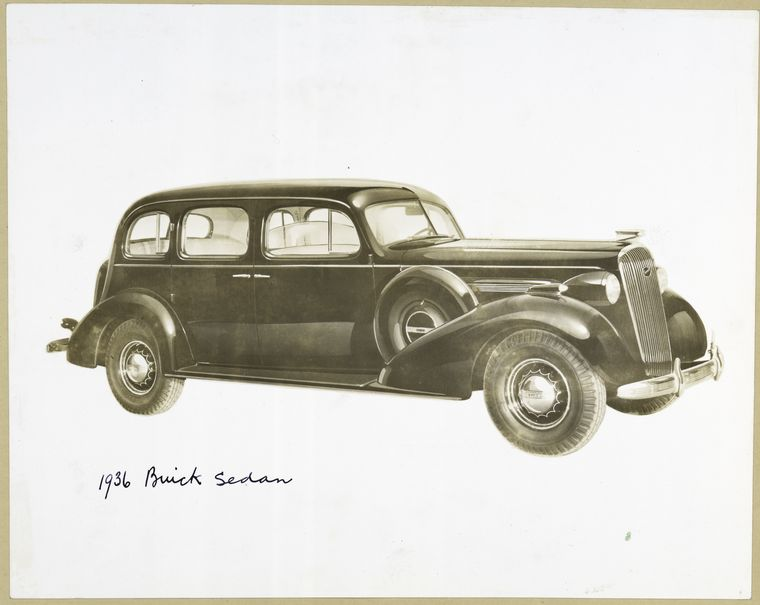
Buick Roadmaster 1ª geração 1936-1937
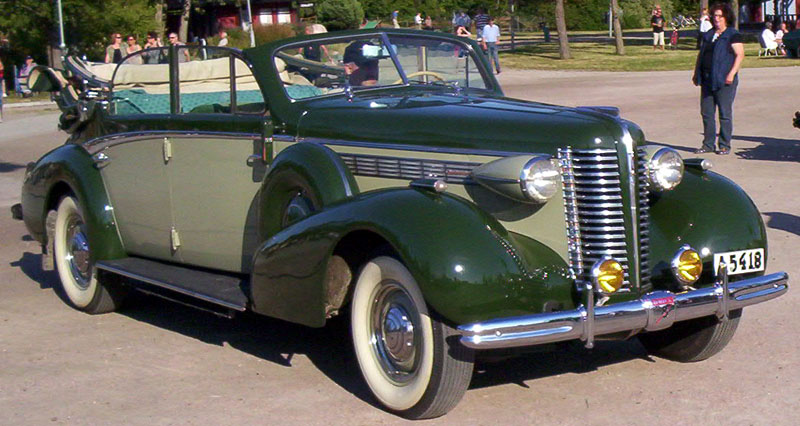
Buick Roadmaster 2ª geração 1938-1939
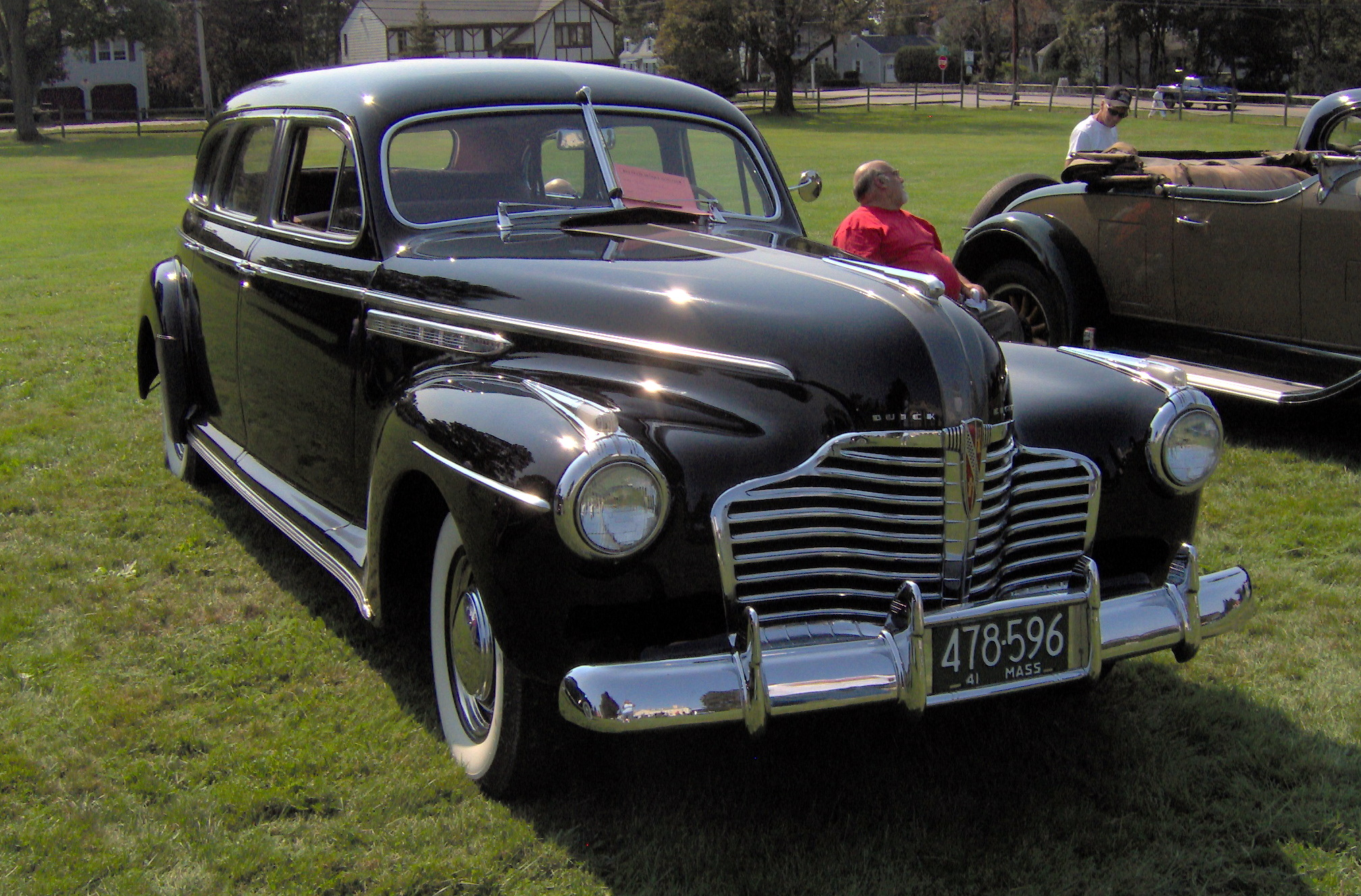
Buick Roadmaster 3ª geração 1940-1941
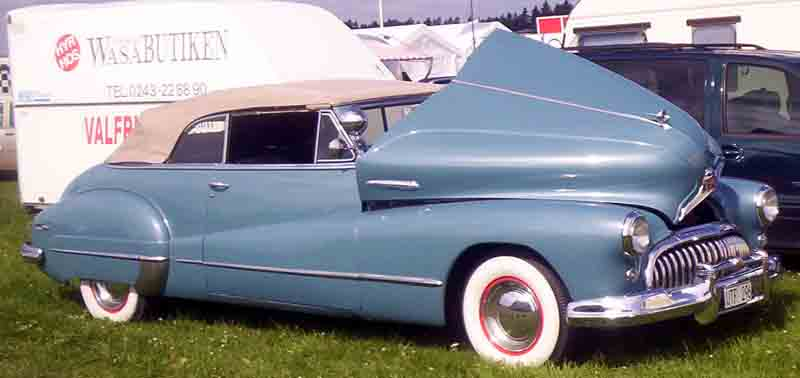
Buick Roadmaster 4ª geração 1942-1948
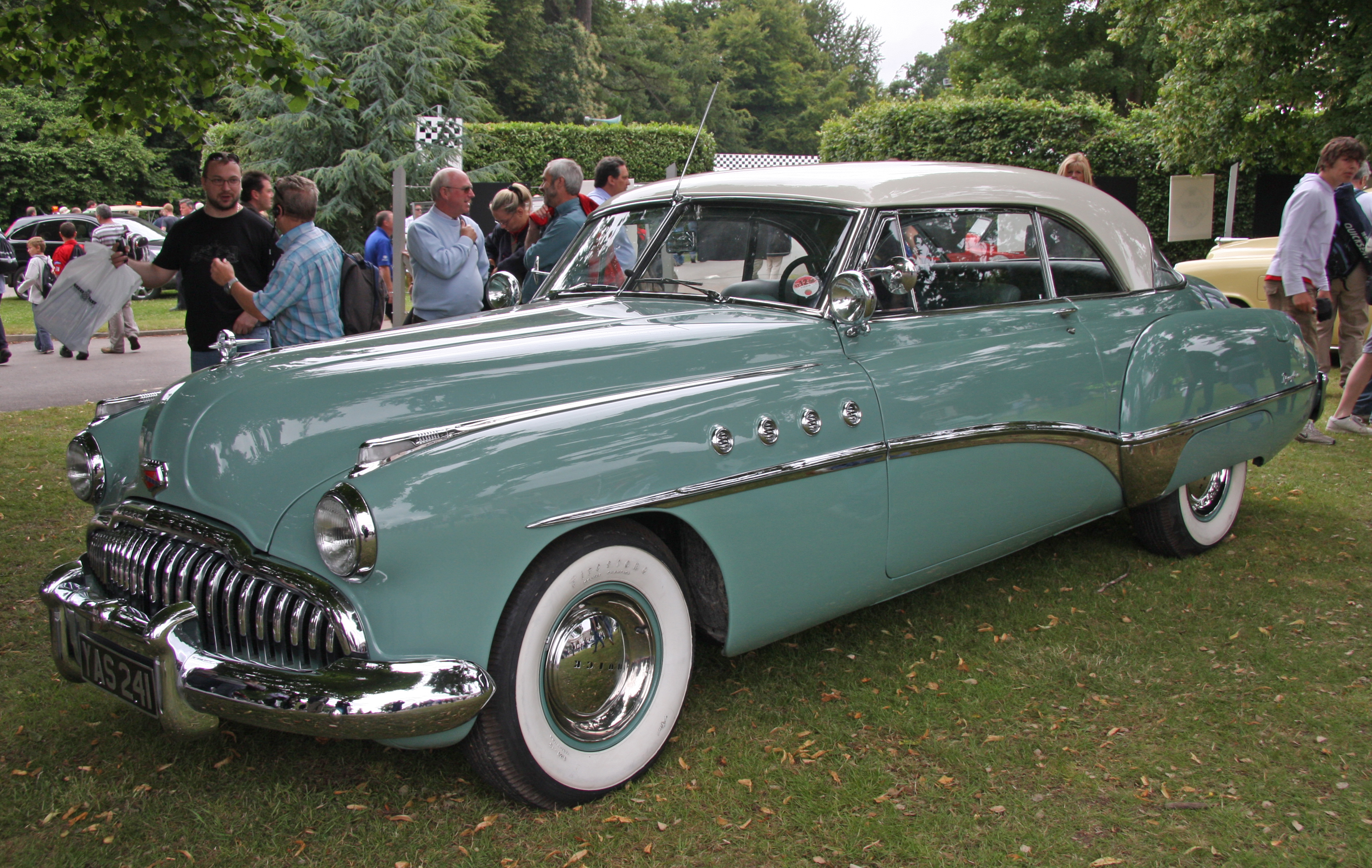
Buick Roadmaster 5ª geração 1949-1953
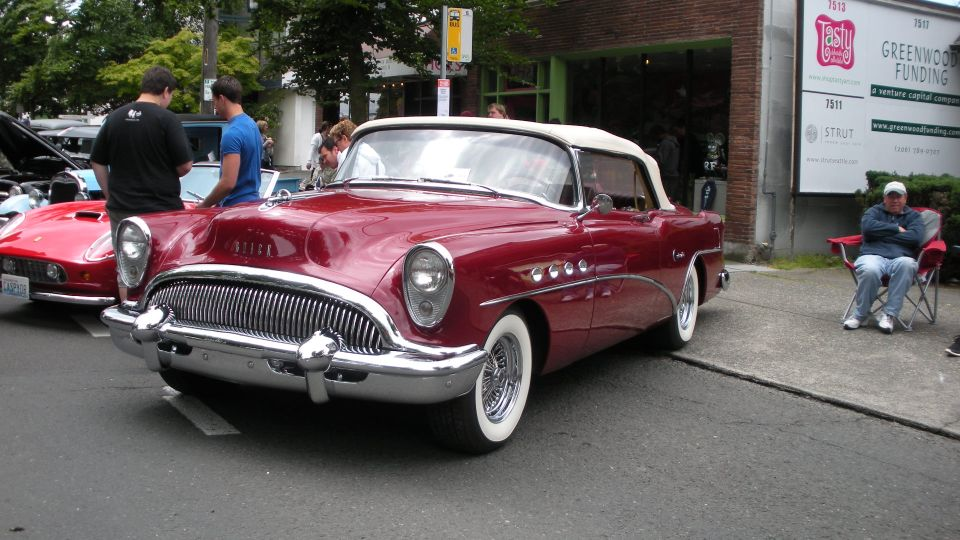
Buick Roadmaster 6ª geração 1954-1956
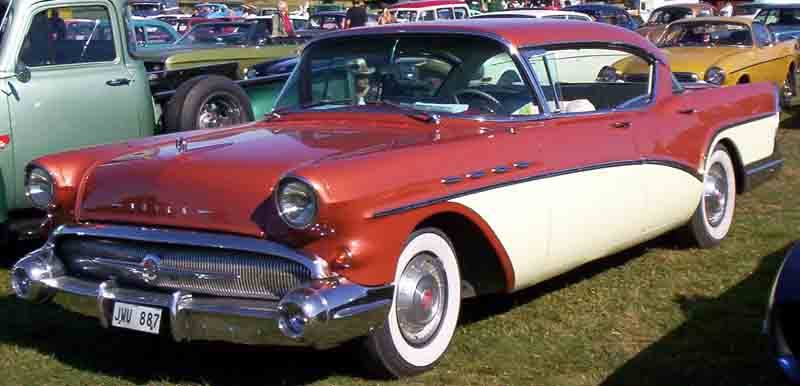
Buick Roadmaster 7ª geração 1957-1958
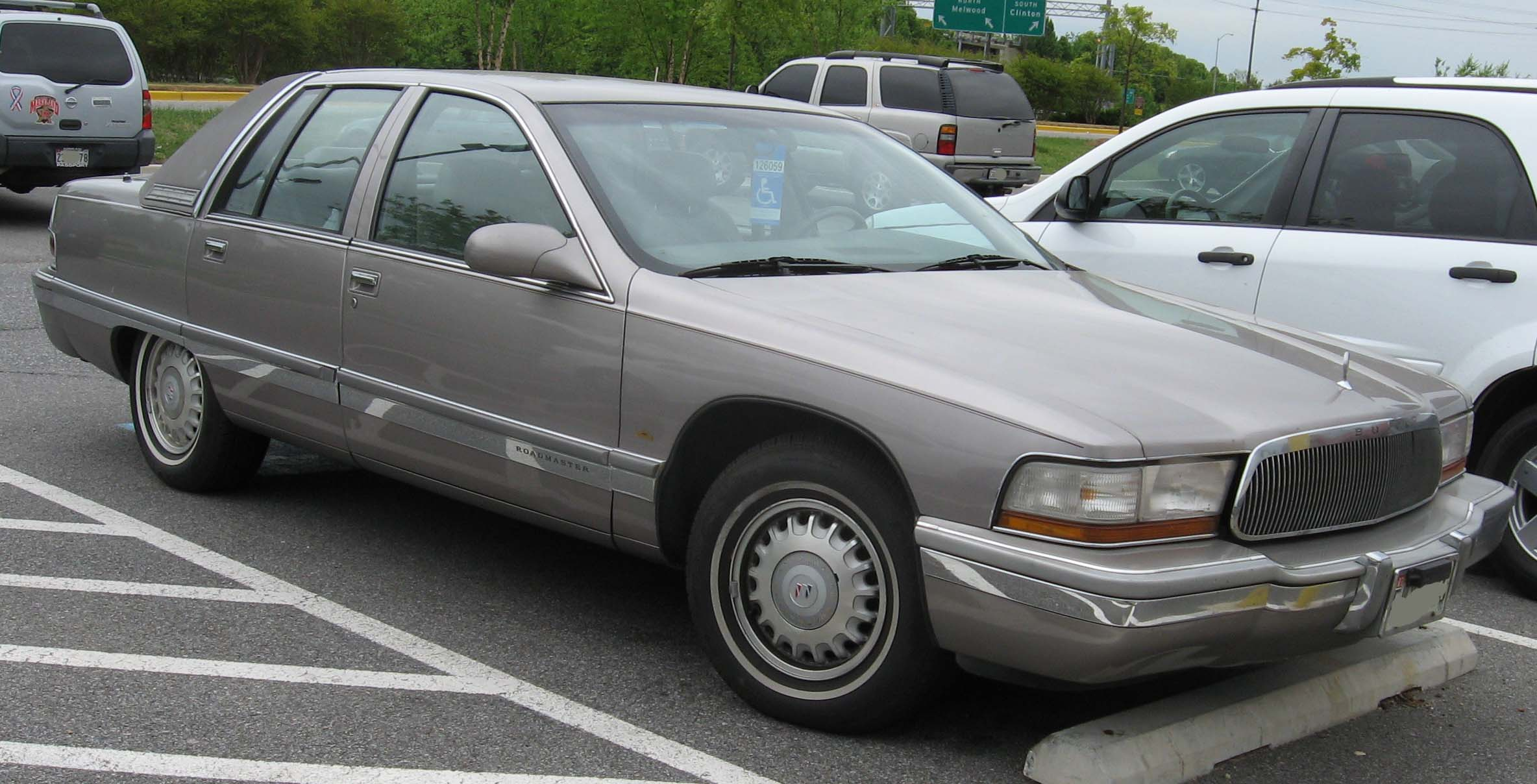
Buick Roadmaster 8ª geração 1991-1996